# 布什鎮區 (北達科他州埃迪縣)
布什鎮區（英語：Bush Township）是位於美國北達科他州埃迪縣的一個鎮區。

## 地方資料
布什鎮區的面積為93.76平方千米，當中陸地面積為91.95平方千米，而水域面積為1.81平方千米。根據2020年美國人口普查的數據，當地共有人口42人，而人口密度為每平方千米0.45人。